# Insula Likoma

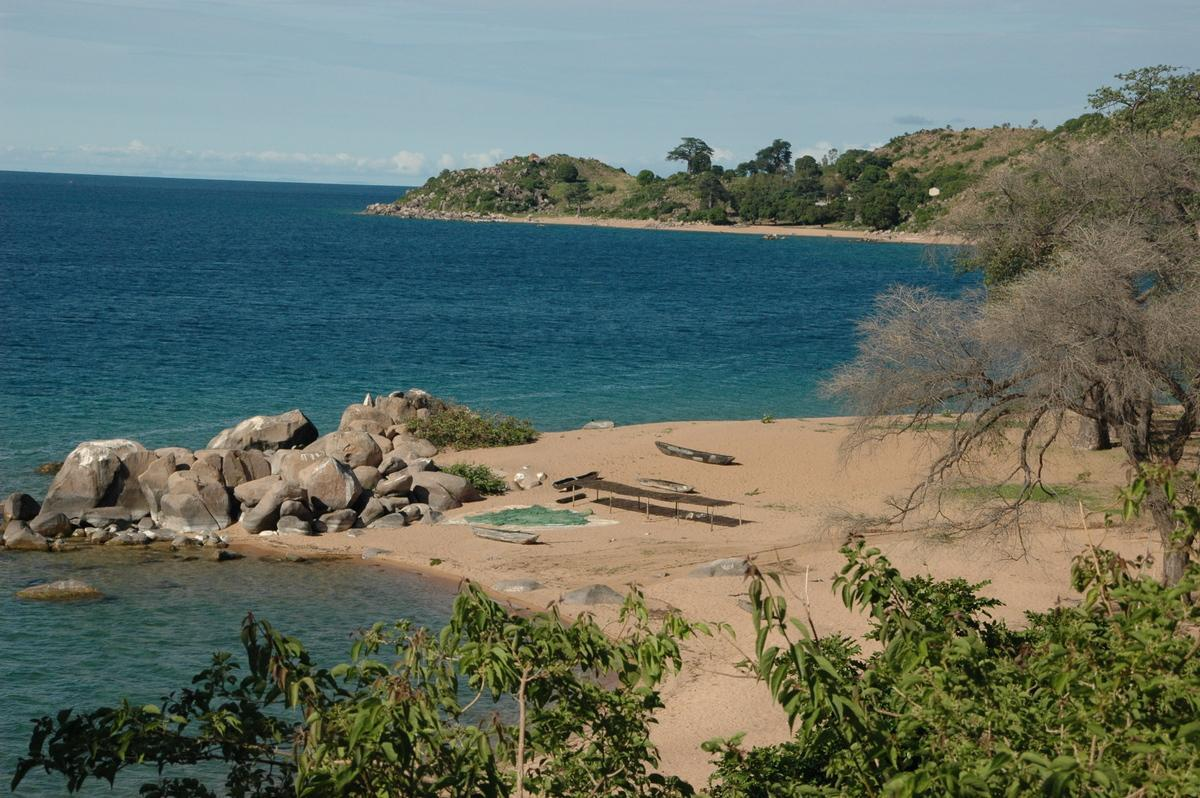
Insula Likoma

Likoma este o insulă aflată în lacul Malawi. Este o exclavă a statului Malawi în apele teritoriale ale Mozambicului.
Are o suprafață de 18 km2 și o populație de peste 7.000 locuitori, dispersată în 12 sate.